# Susan Minot
Susan Minot (ur. 7 grudnia 1956 roku) to amerykańska autorka powieści i opowiadań, zdobywczyni nagród literackich.
Urodziła się w Bostonie, studiowała pisarstwo i malarstwo na Brown University, w 1983 roku ukończyła Columbia University School of the Arts – kierunek pisarstwo kreatywne. Za pierwszą powieść Monkeys otrzymała w 1987 roku Prix Femina.
Jej ulubiony temat to powikłane związki uczuciowe. Najbardziej znana jest powieść Evening (Wieczór), sfilmowana w 2007 roku, na podstawie scenariusza autorki i Michaela Cunninghama. Minot jest także współscenarzystką filmu Ukryte pragnienia Bertolucciego

## Utwory
Powieści i opowiadania
- Monkeys. New York: Dutton, 1986.
- Lust and Other Stories. New York: Houghton Mifflin, 1989.
- Folly: A Novel. New York: Chivers North American, 1993.
- Evening. New York: Knopf, 1998.
- Rapture. New York: Knopf, 2002.

Scenariusze
- Ukryte pragnienia. Z Bernardem Bertoluccim. New York: Grove Press, 1996.
- Wieczór. Z Michaelem Cunninghamem. 2007.

Poezja
- Poems 4 A.M. New York: Knopf, 2003.